# أوزوالد جوميس
أوزوالد جوميس هو كاهن كاثوليكي سريلانكي، ولد في 12 ديسمبر 1932 في كولمبو في سريلانكا.